# Heidenfest

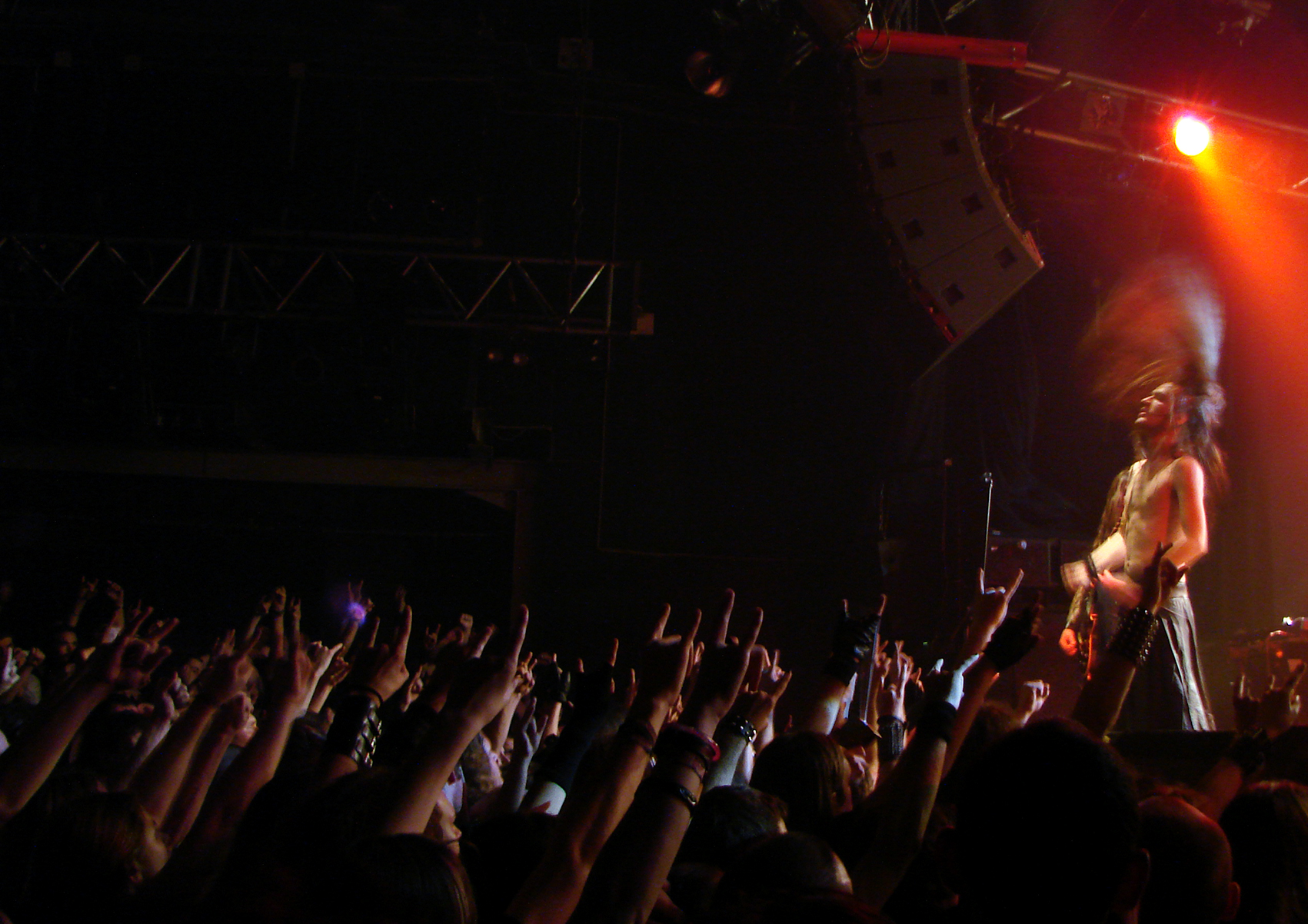
Finntroll live beim Heidenfest 2008.

Das Heidenfest war ein Musikfestival des Veranstalters Rock the Nation, auf welchem in erster Linie Künstler des Pagan-, Viking- und Folk Metals vertreten waren. Das Heidenfest wurde erstmals am 31. Oktober 2008 veranstaltet und gehörte neben dem Paganfest bis 2015 zu einem der wichtigsten Touren der Szene.

## Tour
Die Tour führte jeweils durch ca. 20 Städte (2008 waren es 17; 2010 24 und 2011 waren es 23) mit dem Schwerpunkt auf Deutschland, Österreich und die Schweiz. Zusätzlich finden aber auch einzelne Konzerte in Frankreich, England den Benelux-Staaten sowie in Tschechien, Slowakei, Ungarn oder Slowenien statt. Die Veranstaltungen sind meist für etwa 1000 bis 2000 Besucher ausgelegt. In ausgewählten Städten gibt es sogenannte „Extended Shows“, bei denen das Line-Up um einige Bands erweitert wird. Im Gegensatz zum Paganfest fand bis jetzt noch keine Tour durch Nordamerika statt.

## Geschichte
Nach dem großen Erfolg des Paganfestes im Jahre 2007 entschied sich das Unternehmen Rock the Nation, das Heidenfest für das Jahr 2008 zu organisieren. Headliner der Tour waren Finntroll, Primordial, Eluveitie und Equilibrium. Zusätzlich spielten die Bands Catamenia und Månegarm als Vorbands, welche am 31. Oktober 2008 das erste Konzert des Heidenfestes in Leipzig eröffneten. Die Tour ging weiter über Österreich und die Schweiz nach Tschechien. Anschließend führte sie die Bands nach Frankreich, Belgien und die Niederlande, wo sie die erste ihrer zwei Extended-Shows gemeinsam mit der Band Thyrfing spielten. Die Tour endete schließlich am 16. November 2008 im ungarischen Budapest.
Im Jahr 2009 fand das Heidenfest nicht statt. Stattdessen fand das Paganfest in Nordamerika und anschließend in Europa statt.
2010 fand das Heidenfest zum zweiten Mal statt, bei dem Twilight of the Gods dieses Mal alleine den Headliner darstellten. Des Weiteren nahmen Ensiferum, Equilibrium, Swashbuckle und Heidevolk teil. Für die Extended-Shows waren Eisregen und Varg vorgesehen. Das erste Konzert der Tour fand am 10. September 2010 in München statt, gefolgt von zwei weiteren Konzerten in Deutschland. Anschließend spielten die Bands erstmals auch jeweils ein Konzert in Dänemark sowie in der Slowakei und Slowenien. Zudem fanden vier weitere Extended-Shows statt, bei denen Heathen Foray überraschend bei einer dieser Shows in Wien die Band Heidevolk ersetzte. Das Heidenfest 2010 endete schließlich am 3. Oktober 2010 in Antwerpen.
Im April 2011 wurde bekanntgegeben, dass im September und Oktober dieses Jahres die dritte Heidenfest-Tour stattfinden wird. Headliner waren wie 2008 Finntroll, daneben traten noch Turisas, Alestorm, Arkona, Trollfest und Skálmöld auf. Für die obligatorischen Extended-Shows wurden Wintersun, Dornenreich und Todtgelichter gebucht.
2012 sollte die Tour vom 19. Oktober bis zum 4. November stattfinden. Wintersun, die im Spätsommer 2012 ihr zweites Studioalbum veröffentlichen wollen, wurden als Headliner verpflichtet. Weitere Bands werden Korpiklaani, Varg, Trollfest und Krampus sein.
Neben dem Paganfest gehörte das Heidenfest zu der größten Tour der Pagan-, Viking und Folk Metal-Szene. Die Konzerte wurden in angemieteten Clubs und Hallen in europäischen Städten gespielt. Je nach Größe dieser Veranstaltungsorte konnten dort etwa 1000 bis 2000 Fans unterkommen. Ein Ticket für ein Konzert kostete, abhängig von Art der Show und Austragungsort, zwischen 25 und 35 Euro. Bereits 2008 waren 10 der 17 Konzerte ausverkauft.

## Line-Ups

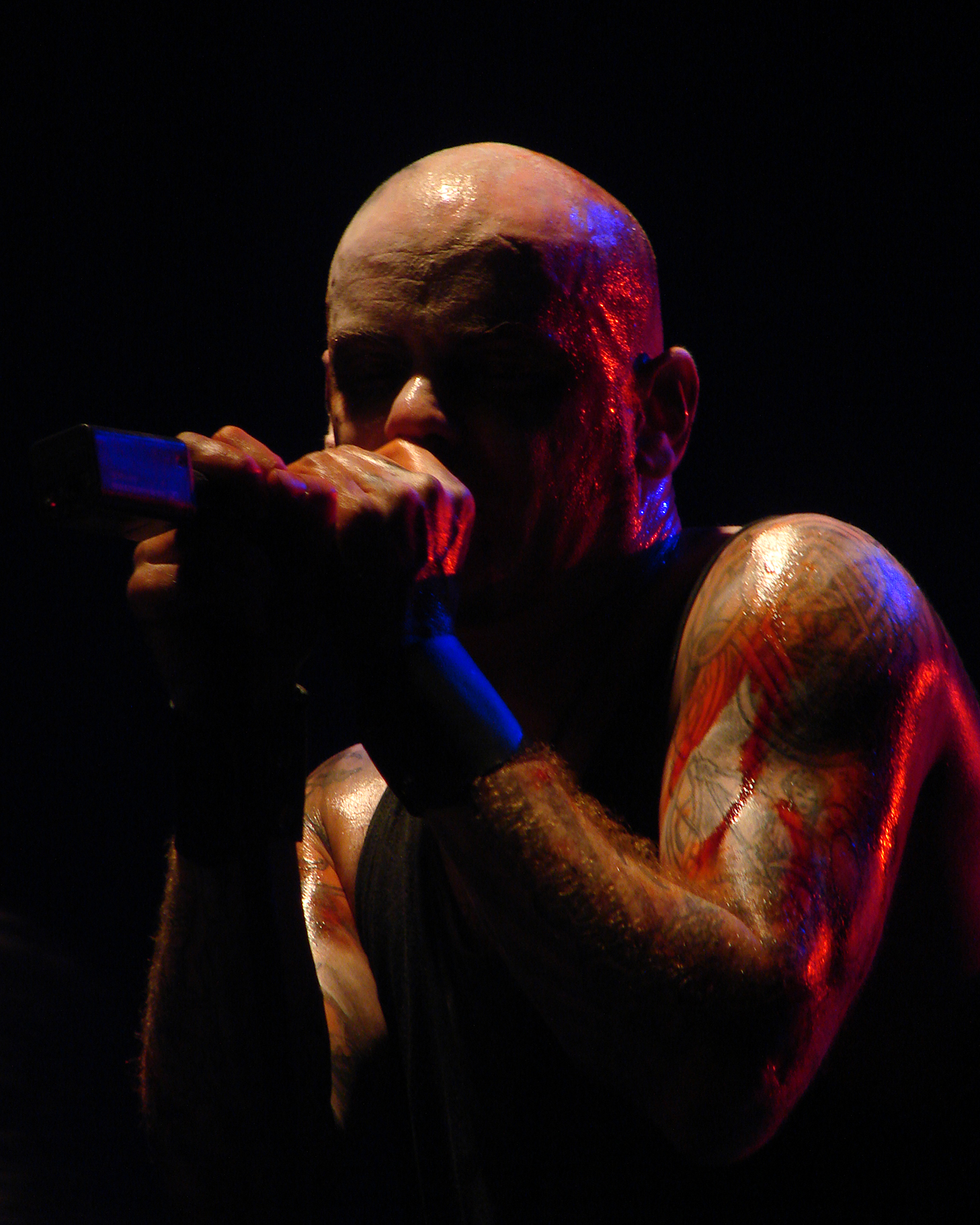
Primordial-Sänger Alan Averill beim Heidenfest in Paris

Diese Liste umfasst eine Aufzählung der Bands, die am Heidenfest teilgenommen haben.
| Datum                                            | Line-Up                                                                                                   |
| ------------------------------------------------ | --- |
| Heidenfest 2008 31. Oktober – 16. November 2008  | Finntroll, Primordial, Eluveitie, Equilibrium, Catamenia, Månegarm Gäste: Thyrfing, Eisregen, Enslaved    |
| Heidenfest 2010 10. September – 3. Oktober 2010  | Twilight of the Gods, Ensiferum, Equilibrium, Swashbuckle, Heidevolk Gäste: Eisregen, Varg, Heathen Foray |
| Heidenfest 2011 30. September – 23. Oktober 2011 | Finntroll, Turisas, Alestorm, Arkona, Trollfest, Skálmöld Gäste: Wintersun, Dornenreich, Todtgelichter    |
| Heidenfest 2012 19. Oktober – 4. November 2012   | Wintersun, Korpiklaani, Varg, Trollfest, Krampus Gäste: Finntroll, Eisregen, Arkona                       |
| Heidenfest 2013 20. September – 6. Oktober 2013  | Ensiferum, Turisas, Equilibrium, Suidakra, Frosttide Gäste: Heidevolk, Riger, Gernotshagen, Winterstorm   |
| Heidenfest 2015 16. Oktober - 25. Oktober 2015   | Die Apokalyptischen Reiter, Korpiklaani, Varg, Skyforger, Winterstorm Gäste: Finntroll, Hämatom           |

## Heidenfest als Marke
Das Heidenfest betreibt einen Online-Shop, bei dem Merchandise-Artikel rund um das Heidenfest verkauft werden.